# Puerto Villarroel
Puerto Villarroel ist eine Landstadt im Departamento Cochabamba im südamerikanischen Anden-Staat Bolivien.

## Lage im Nahraum
Puerto Villarroel ist der zentrale Ort des Municipios Puerto Villarroel in der Provinz Carrasco. Die Stadt liegt auf einer Höhe von 195 m am linken Ufer des Río Ichilo, der in den Río Mamoré und dieser weiter zum Amazonas fließt.

## Geographie
Puerto Villarroel liegt im bolivianischen Tiefland vor dem Nordrand der Cordillera Oriental. Das Klima ist tropisch mit einem ausgeprägten Tageszeitenklima.
Die jährliche Durchschnittstemperatur im langjährigen Mittel liegt bei 25 °C (siehe Klimadiagramm Puerto Villarroel), die Monatstemperaturen liegen zwischen knapp 22 °C im Juni und Juli und 27 °C von November bis Februar. Das Klima der Region ist vollhumid, bei einem Jahresniederschlag mit 2.500 mm sind nur die Monate Juli bis September regenärmer, in den Sommermonaten von Dezember bis März fallen regelmäßig 300 bis 400 mm Niederschlag.

## Verkehrsnetz
Puerto Villarroel liegt in einer Entfernung von 251 Straßenkilometern nordöstlich der Departamento-Hauptstadt Cochabamba.
Nahe Puerto Villarroel führt die 1657 Kilometer lange Nationalstraße Ruta 4 vorbei, die von Tambo Quemado an der chilenischen Grenze im Osten quer durch das Land bis Puerto Suárez an der brasilianischen Grenze führt. Von Cochabamba aus erreicht man Puerto Villarroel über Villa Tunari, Chimoré und Ivirgarzama, die Nationalstraße führt dann weiter nach Warnes und Santa Cruz. In Ivirgarzama zweigt die nur 27 Kilometer lange asphaltierte Nationalstraße Ruta 15 in nordöstlicher Richtung nach Puerto Villarroel ab.

## Hafen
In Puerto Villaroel wurde im April 2022 ein Frachthafen fertiggestellt, über den Importe und Exporte in Richtung Atlantik durchgeführt werden sollen und der Transport von schweren Gütern in den Norden Boliviens vereinfacht werden soll. Der Hafen liegt am Río Ichilo, der über den Río Mamoré und den Rio Madeira mit dem Amazonas verbunden ist. 

## Bevölkerung
Die Einwohnerzahl der Ortschaft ist in den vergangenen beiden Jahrzehnten um etwa ein Fünftel angestiegen:
| Jahr | Einwohner | Quelle       |
| ---- | --------- | ------------ |
| 1992 | 1643      | Volkszählung |
| 2001 | 1778      | Volkszählung |
| 2013 | 2072      | Volkszählung |
| 2024 |           | Volkszählung |

Aufgrund der historisch gewachsenen Bevölkerungsentwicklung weist die Region einen deutlichen Anteil indigener Bevölkerung auf, im Municipio Puerto Villarroel sprechen 82,8 Prozent der Einwohner Quechua.